# Клуб Черчилль

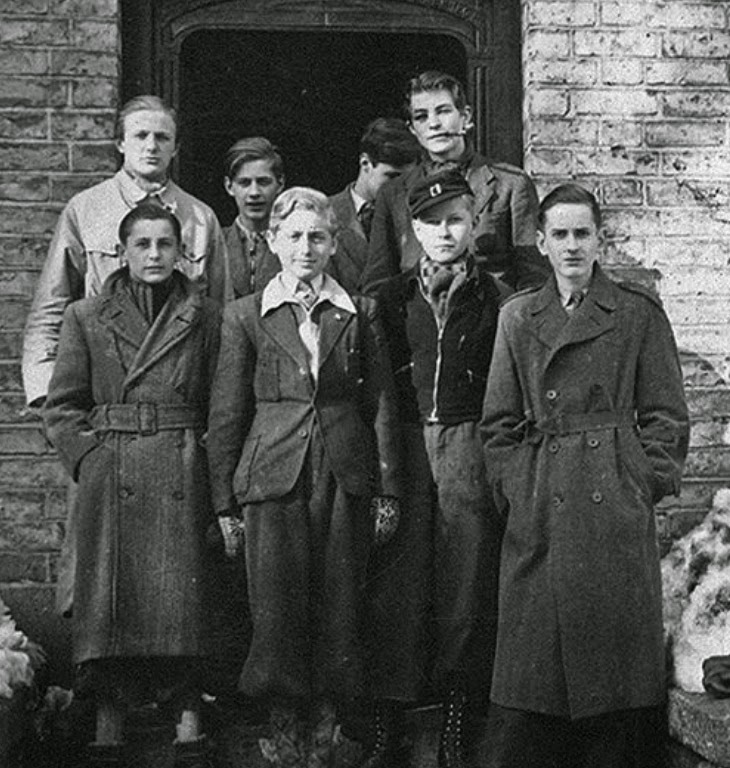

Клуб Черчилль (дат. Churchill-klubben) или иначе Группа Черчилль — одна из первых организованных в Дании групп Сопротивления. По профилю операций Клуб Черчилль можно отнести к саботажным группам. Большинство членов группы в 1941 году составляли ученики Ольборгской Кафедральной школы, их двоюродные братья и некоторые другие лица. Клуб Черчилль состоял из семи юношей в возрасте от 14 до 17 лет и трёх молодых людей возрастом от 20 до 26 лет. Молодёжь была расстроена тем фактом, что взрослые не только не оказывали сопротивления немцам, но и не придавали значения такому противодействию. Поэтому было решено взять дело борьбы в свои руки.
Основание клуба было инициировано двумя братьями, переехавшими в Ольборг весной 1941 года из Оденсе, где они уже пытались создать нечто вроде группы сопротивления, уверенные, что датчанам надлежало вести себя по отношению к оккупантам не смиренно, а сражаться, как норвежцы. Задачами клуба были заявлены акции саботажа против немецких войск, расквартированных в Ольборге. Своей тайной штаб-квартирой ребята выбрали Монастырь Святого Духа.

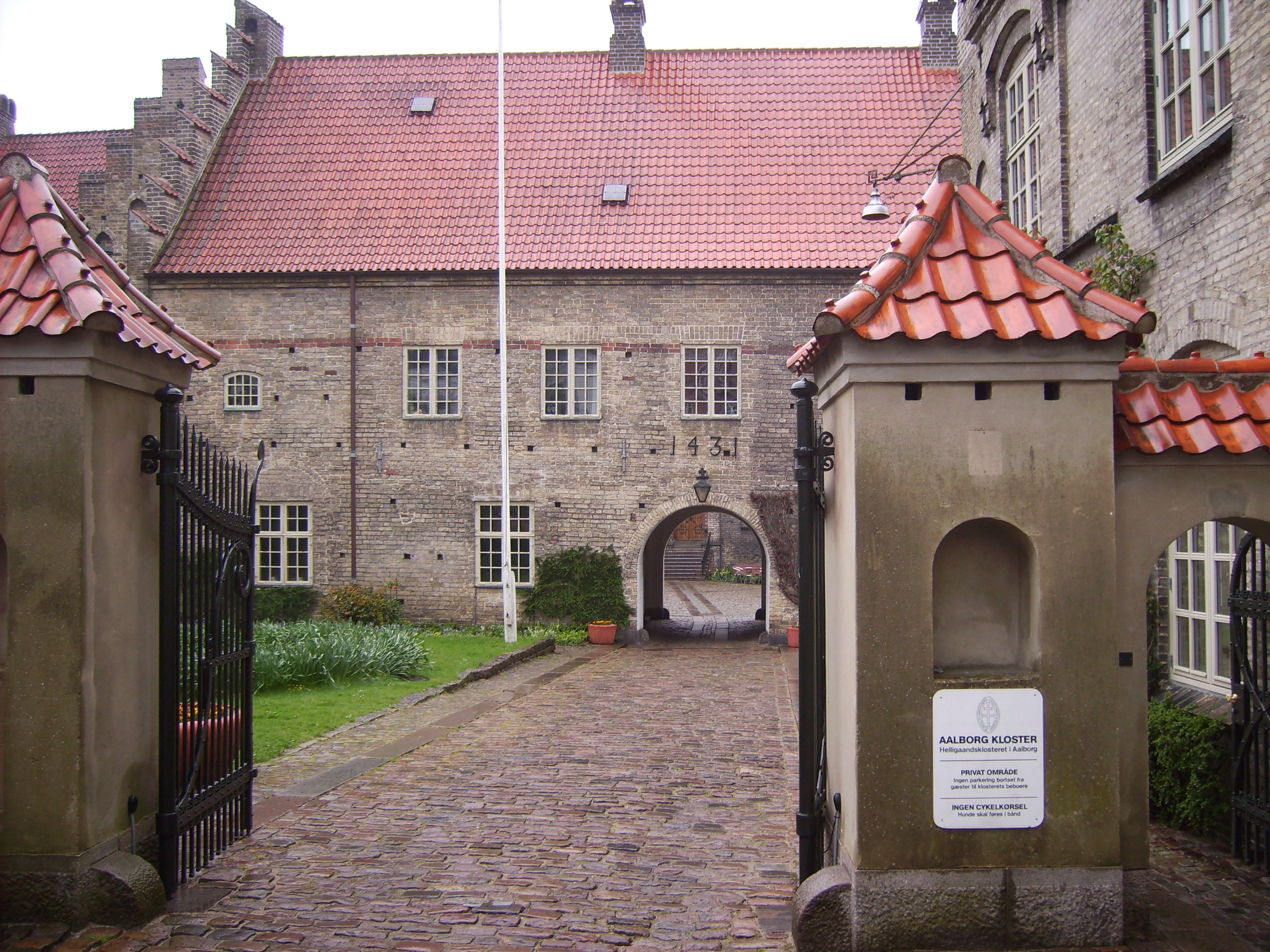
Монастырь Святого Духа в Ольборге

Было решено структурно разделить клуб на четыре отдела в соответствии с назначенными им видами действий: отдел пропаганды (нелегальные газеты и плакаты), технический отдел (изготовление бомб), собственно отдел саботажа и отдел обеспечения, который должен был собирать средства для клуба. Были установлены разнообразные правила и отделы приступили к работе. Началось изготовление плакатов, делались попытки собрать бомбы, одновременно с этим было предпринято несколько небольших актов вандализма в отношении германских войск.
Переход группы от собраний, обсуждений и мелкого по сути хулиганства к более активным действиям произошёл в 1942 году, когда группа за одну весну успела до своего задержания 18 мая 1942 совершить 25 акций. Даже после заключения им удалось сбежать ночью, чтобы продолжать свою саботажную деятельность, выразившуюся в поджогах, причинении материального ущерба (незначительные разрушения и порча имущества) и воровстве сквозь открытые окна и у невнимательных солдат оружия (пистолеты, винтовки и пулемёты), а также был добыт ящик с артиллерийскими минами. Одновременно группа отметилась выведением из строя немецких дорожных знаков и нанесением граффити с антинацистскими слоганами. Пострадало имущество также и датчан, действовавших в интересах немцев или работавших на них. Кроме того, группа отметилась уничтожением некоторого количества автомобилей, были сожжены железнодорожные вагоны, в частности с запчастями для немецких самолётов, а также полностью выведены из строя приборы нескольких самолётов на платформах, обнаруженных на сортировке. Объекты и цели участники группы находили, рыская по городу, подмечая, где и что можно было совершить.
После раскрытия группа была взята под арест в Ольборге, но несмотря на заключение продолжила свои акции, сумев подпилить решётки на окнах. 19 раз участники Клуба Черчилль незаметно выбирались наружу, поджигали машины, один раз даже ходили в кино и навестили родителей, но затем вновь возвращались обратно под арест, прежде чем во время одной из воздушных тревог они не были узнаны и раскрыты немецкими солдатами. Участникам группы были назначены разные сроки, в том числе до 20 лет тюрьмы немецким полевым судом. Самый младший участник, которой по возрасту не мог получить срок заключения, был отправлен на остров Фюн, где он бесстрашно продолжил акции саботажа.
Деятельность группы, её пример вдохновили именно молодёжь в разных частях Дании на создании аналогичных групп Сопротивления со схожими целями и задачами, как, например, Клуб Royal Air Force из города Оденсе. Решительным отличием Клуба Черчилль от более поздних групп Сопротивления, формировавшихся централизованно и на начальном этапе преимущественно из состава членов КПД, было происхождение наиболее активных его участников из буржуазных семей и посещение ими одной и той же школы. Поэтому, когда будущие специально созданные для целей саботажа группы начали расширяться, пополнение они получали в первую очередь из числа молодых студентов и гимназистов, для которых деятельность клуба Черчилль явилась сигналом, что именно им — молодёжи — надлежало стать движущей силой Сопротивления.